# Crocidura malayana
Crocidura malayana es una especie de musaraña de la familia de los soricidae.

## Distribución geográfica
Es endémica de la península de Malaca.